# 40 (가수)
40(포티, 본명: 김한준, 본명 한자: 金翰俊, 1988년 5월 18일 ~ )은 대한민국의 R&B 싱어송라이터이다.

## 예명
그에 의하면 "40은 인생에서 자신을 되돌아보기에 가장 좋은 나이이고, 그때가 되면 자신의 감성과 음악에 대해서 다시금 진솔하게 표현하겠다는 각오를 담아 지은 이름"이라고 한다.

## 생애
작사, 작곡, 편곡, 프로듀싱, 피아노, 보컬에 모두 다재다능한 멀티 뮤지션 40(포티)는 여러 대형 기획사를 전전하며 연습생 생활을 하다 마지막으로 있었던 YG 엔터테인먼트에서 연습 도중 음악에 대한 신념을 실현하기 위해 회사를 나와 솔로로 데뷔하였다. 2011년 데뷔 싱글 Give You는 음악전문가들이 선정한 2011 필청 불후의 명반에 소개되었고 첫 싱글 이후 발표한 EP Got Faith는 각종 음원 차트를 석권, 제 9회 한국대중음악상에서 올해의 신인, 올해의 R&B 앨범, 최우수 R&B 곡 등 여러 부문의 후보에 노미네이트되면서 이름을 알리게 되었다.

## 이슈
40(포티)의 생일인 1988년 5월 18일은 빅뱅 (음악 그룹)의 멤버 태양 (가수) 생일과 일치해 이슈가 되었다. 실제로 이 둘은 같은 회사에서 한솥밥을 먹은 사이.

## 대표곡
- 넋 (후반부가 죽여주는 노래)
- Zodiac (제 9회 한국대중음악상 최우수 R&B 곡 후보)
- 말 없이 바라만 봐
- Bravo
- 듣는편지

## 앨범

### 솔로
- 2011.05.25 싱글 Give You

1. Give you
2. Give you (Inst.)

- 2011.11.04 EP Got Faith

1. 바래다 주는 길에
2. 넋
3. Say My Name (Skit.)
4. Call Me
5. Chocolate
6. Faith
7. Zodiac

- 2012.04.25 싱글 말 없이 바라만 봐

1. 말 없이 바라만 봐
2. 말 없이 바라만 봐 (Inst.)

- 2012.08.14 싱글 Bad Bed Songs

1. Beautiful
2. Bravo

- 2013.01.25 싱글 듣는편지

1. 듣는편지
2. 듣는편지 (Inst.)

- 2013.04.10 싱글 April`s Spring

1. 봄을 노래하다
2. 봄을 노래하다 (Inst.)

- 2014.03.06 싱글 별 헤는 밤

1. 별 헤는 밤
2. 별 헤는 밤 (Inst.)

- 2014.06.13 EP Canvas

1. Across The Universe (Intro)
2. 바람이 불어와
3. Black (Feat. 스윙스)
4. 자화상
5. 별 헤는 밤
6. 예뻐
7. Black (Another Ver.)
8. The End (Outro)

- 2014.11.26 싱글 날 안아줘

1. 날 안아줘
2. 날 안아줘 (Inst.)

- 2015.02.06 싱글 63빌딩

1. 63빌딩
2. 63빌딩 (Inst.)

- 2015.12.15 싱글 꿀

1. 꿀
2. 꿀 (Inst.)

### 합작 앨범
- 2013.11.22 싱글 Luminant Opus III With. 이루펀트

1. 니네집
2. 니네집 (Inst.)

- 2013.12.06 싱글 영화처럼 With. 임정희

1. 영화처럼
2. 영화처럼 (Inst.)